# Нилюфер (река)
Нилюфер (тур. Nilüfer Çayı) — река в северо-западной Анатолии, Турция.
Исток расположен в районе горы Улудаг (классический Вифинский Олимп). Течёт мимо города Бурса, затем русло поворачивает на северо-запад. Длина 203 километра (126 миль). В античные и византийские времена была известна как Одрис (Odrysses) или Орис (лат. Horisius). Долина реки получила название Мигдония и в древности входила в состав персидской сатрапии Даскил. Ранее Нилюфер впадала в Риндак, но теперь, после серии средневековых землетрясений, впадает в Симав (древний Macestos) к северу от города Караджабей. Не сохранился до наших дней и знаменитый Атройский монастырь святого Захарии, расположенный на берегу реки восточнее посёлка Миси. На реке сооружена плотина Доганджи-1. В османские времена река скорее всего была названа именем Нилюфер-хатун (XIII—XIV вв.) — второй супруги османского султана Орхана I, матери османского султана Мурада I и шехзаде Касима (ум. 1346), как и находящийся рядом городской район Нилюфер, в котором Мурад построил имперский комплекс зданий, включающий в себя медресе, мечеть и др.